# Моторна вулиця (Київ)
Мото́рна ву́лиця — вулиця в Голосіївському районі міста Києва, місцевість Багринова гора. Пролягає від проспекту Науки до тупика.
Прилучається Моторний провулок.

## Історія
Вулиця виникла в середині XX століття і разом з Військовою вулицею складала 8-му Нову вулицю. Сучасна назва — з 1958 року.